# BlackBerry Curve
BlackBerry Curve fue una marca de teléfonos inteligentes de gama media fabricados por Research In Motion desde 2007 hasta 2013. Estos teléfonos fueron tal vez la línea más popular de BlackBerry con sus modelos que reinventaron a la línea curve como lo son el BlackBerry Curve 9380 el cual fue el primero en esta línea en ser totalmente táctil y el BlackBerry Curve 9360, el primer celular Curve en incluir la cámara más potente de la línea Curve (5 MP) con Flash LED incluido y agregar el iluminado en el marco del track pad sin quitar el clásico teclado físico QWERTY, así que si de beneficios se tratase podríamos concluir que el Curve 9360 fue el más avanzado de la línea Curve.

## Curve 8320
La serie BlackBerry curve fue introducida en 2007 con la serie Curve 8300. Continua la filosofía "orientada al consumidor" de la BlackBerry Pearl y la serie 8800, incluyendo mejoras en la multimedia y cámaras de alta resolución.
además brinda una gran posibilidad de comunicarse con otros blackberry.

## Curve 8900
Lanzada en febrero de 2009 con la tecnología GSM/GPRS/EDGE. Tuvo mejoras con respecto al viejo 8300 como una cámara de 3.2 Megapixeles, un puerto micro USB, Wi-Fi, y un sistema operativo más avanzado con un diseño moderno.
Fue uno de los mejores Blackberry que salieron en 2009 tuvo un éxito en casi todo el mundo.

## Curve 8520

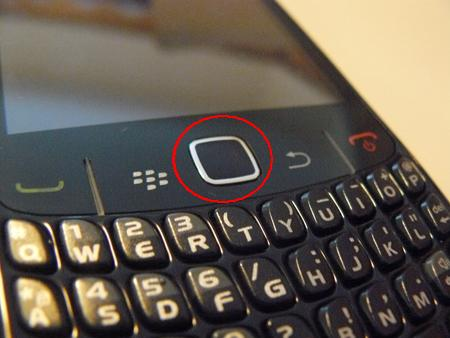
BlackBerry Curve 8520 Track Pad

Anunciada en julio de 2009 y lanzada en agosto del mismo año. Continuo con la filosofía "orientada al cosumidor"  de las anteriores BlackBerry Pearl y Curve; fue la primera versión en incluir un track pad. Hubo dos variantes: EDGE GSM 8520 y 3G CDMA 8530.
Entre sus características se destaca el soporte a la red GSM 850 / 900 / 1800 / 1900, con una velocidad en navegación de Internet entre 32 - 48 kbit/s. Sus dimensiones son 109 x 60 x 13.9 mm para un peso de 106 gramos. Presenta una pantalla tipo TFT, de 65K colores a 320 x 240 pixeles con un tamaño de 2.64 pulgadas, incluye el característico teclado QWERTY de los anteriores dispositivos además de un novedoso Trackpad. Presenta además teclas de música dedicadas en la parte superior. En almacenamiento se incluye el soporte de tarjetas microSD (TransFlash) hasta 16 GiB - 256 MiB de memoria interna. Sistema operativo BlackBerry OS 5. Su cámara es de 2 MP, con video QVGA. La autonomía del dispositivo es de hasta 408 horas gracias a su batería de 1150 mAh.

## Curve 9300
Fue el primer teléfono inteligente de la serie Curve en incluir la función de 3G GSM. La 9300 y su contraparte CDMA, la Curve 9330, tenían algunas mejoras sobre la 8520 incluyendo un procesador más veloz y la posibilidad de mejorar el sistema operativo a BlackBerry 6. Fue lanzada en junio de 2010.

## Curve 9360
Anunciada en agosto de 2011 y lanzada en septiembre. Tiene un diseño delgado y ligero, este es el teléfono más delgado de la línea curve y uno de los más delgados de BlackBerry, con muchas mejoras técnicas y físicas en comparación con la Curve 9300 y también usa el sistema operativo BlackBerry OS 7 con la posibilidad de ser actualizado, también cuenta con la cámara más potente de la línea Curve, una cámara de 5 MP con Flash LED. Este teléfono se diría mundialmente como el mejor de la línea Curve porque la revoluciona sin sacar lo mejor. Continúa su característico y popular teclado QWERTY, también posee la pantalla más nítida de esta línea.
Unas de las desventajas de este teléfono es su calentamiento y poca duración de la batería, muchos usuarios decían que este problema se debe a su sistema operativo OS 7, otros por otro lado manifiestan que es un problema de fábrica.

## Curve 9380
El BlackBerry Curve 9380 supone la llegada del primero de los terminales completamente táctiles de la familia Curve, con una pantalla táctil capacitiva de 3.2 pulgadas y resolución de 360×480 píxeles (de calidad óptima pero no excelente), con táctil orientación hacia un segmento de población más joven, mezclando las posibilidades multimedia de un dispositivo que pretende competir con otros terminales táctiles del mercado con la baza del precio y un amplio servicio en cuanto a conectividad a redes sociales.
Tratándose de la gama más económica de BlackBerry, el nuevo Curve 9380 rebaja su potencia en capacidad de procesamiento hasta los 800 MHz (suficiente para un uso fluido del terminal con 7 OS, aunque tal vez algo justo a la hora de usar el navegador), aunque mantiene la cámara de 5 megapíxeles como atractivo añadido. Respecto a sus cualidades físicas, el agarre resulta bastante cómodo gracias a un cuerpo notablemente delgado, de unos 10 mm de grosor, y a la solidez que le confiere su acabado, siendo su terminación plasticosa brillante el único detalle que tal vez no convenza a todos por igual, sin embargo es opción usar un protector o mica para mantener su presencia.

## Curve 9220
El BlackBerry Curve 9220 estaría ubicado entre el 8520 y el 9300 en cuanto a más beneficios se hable o cual teléfono sea mejor, este teléfono fue lanzado a algunos mercados para intentar que los teléfonos de RIM se hicieran más populares y que se vendieran más en lugares como India, China Y Japón.

## Curve 9320
Este teléfono se ubicaría si se refiriese a cual seria mejor entre el 9300 y el 9360, el 9320 es una mejora del 9220 que a la vez supera a el 9300 este teléfono combina la delgadez del 9360 y la apariencia del 9300 con la del 8520 y el 9220, al ver que el 9220 cumplió su cometido en mercados como Asia decidieron atacar con un nuevo modelo. Como lo hiciceron con el éxito del 8520 y después lanzaron el 9300.
Una de sus grandes ventajas es la cámara de 3.2 megapixeles con zoom de 5x, filtros para todas ocasiones y el flash LED que integra a diferencia del 9220.
linterna incorporada

## Comparación de modelos
Esta tabla muestra las principales características de cada generación.
| Curve Series                      | 8300 Series                                                          | 8900 Series                                                          | 8500 Series                                                          | 9300 Series                                                              | 9360 Series                                                                     |
| --------------------------------- | -------------------------------------------------------------------- | -------------------------------------------------------------------- | -------------------------------------------------------------------- | ------------------------------------------------------------------------ | ------------------------------------------------------------------------------- |
| Imagen                            |                                                                      |                                                                      |                                                                      |                                                                          |                                                                                 |
| Modelos Disponibles               | 8300, 8310, 8320, 8330, and 8350i                                    | 8900                                                                 | 8520 and 8530                                                        | 9300 and 9330                                                            | 9350, 9360, and 9370                                                            |
| Pantalla                          | LCD (Colour TFT/TFD) 320 x 240 píxeles 2.4" Colours: 65,536 (16-bit) | LCD (Colour TFT/TFD) 480 x 360 píxeles 2.4" Colours: 65,536 (16-bit) | LCD (Colour TFT/TFD) 320 x 240 píxeles 2.4" Colours: 65,536 (16-bit) | LCD (Color TFT/TFD) 320 x 240 píxeles 2.4" Colours: 65,536 (16-bit)      | LCD (Colour TFT/TFD) 480 x 360 píxeles 2.4" Colours: 16.7 million (24-bit)      |
| Entrada De Datos                  | Full Qwerty, Trackball                                               | Full Qwerty, Trackball                                               | Full Qwerty, Trackpad Óptico                                         | Full Qwerty, Trackpad Óptico                                             | Full Qwerty, Trackpad Óptico                                                    |
| CPU                               | 312 MHz Processor                                                    | 512 MHz Processor                                                    | 512 MHz Processor                                                    | 624 MHz Processor                                                        | 800 MHz Processor                                                               |
| Memoria                           | 8300: 64 MiB Onboard Memory                                          | 128 MiB Onboard Memory                                               | 128 MiB Onboard Memory                                               | 9300: 256 MiB Onboard Memory                                             | 9350 and 9360: 512 MiB eMMC/512 MiB RAM Onboard Memory                          |
| Memoria                           | 8330 and 8350i: 96 MiB Onboard Memory                                | 128 MiB Onboard Memory                                               | 128 MiB Onboard Memory                                               | 9330: 512 MiB Onboard Memory                                             | 9370: 1 GiB eMMC/512 MiB RAM Onboard Memory                                     |
| Redes Compatibles                 | 8300, 8310, and 8320: GSM 850/900/1800/1900                          | 8900: GSM 850/900/1800/1900                                          | 8520: GSM 850/900/1800/1900                                          | 9300: GSM 850/900/1800/1900 UMTS (800 or 850)/1900/2100 or 900/1700/2100 | 9350: CDMA 800/1900                                                             |
| Redes Compatibles                 | 8330: CDMA 850/1900                                                  | 8900: GSM 850/900/1800/1900                                          | 8520: GSM 850/900/1800/1900                                          | 9300: GSM 850/900/1800/1900 UMTS (800 or 850)/1900/2100 or 900/1700/2100 | 9360: GSM 850/900/1800/1900 UMTS (800 or 850)/1900/2100 or 900/1700/2100        |
| Redes Compatibles                 | 8350i: iDEN 800                                                      | 8900: GSM 850/900/1800/1900                                          | 8530: CDMA 850/1700/1900                                             | 9330: CDMA 850/1900                                                      | 9370: CDMA 800/1900 GSM 850/900/1800/1900                                       |
| Cámara                            | 2.0 MP Camera/Camcorder, Fixed Focus, Flash and 2X Digital Zoom      | 3.2 MP Camera/Camcorder, Auto Focus, Flash and 2X Digital Zoom       | 2.0 MP Camera/Camcorder, Fixed Focus, and 5X Digital Zoom            | 2.0 MP Camera/Camcorder, Fixed Focus, and 2X Digital Zoom                | 5.0 MP Camera/Camcorder, Auto Focus, Flash and 4X Digital Zoom                  |
| Batería                           | 1150 mAh Removable/Rechargeable Lithium-ion Battery                  | 1400 mAh Removable/Rechargeable Lithium-ion Battery                  | 1150 mAHr Removable/Rechargeable Lithium-ion Battery                 | 1150 mAHr Removable/Rechargeable Lithium-ion Battery                     | 1000 mAh Removable/Rechargeable Lithium-ion Battery                             |
| Medio De Almacenamiento Extraíble | MicroSD Card                                                         | MicroSD Card                                                         | MicroSD Card                                                         | MicroSD Card                                                             | MicroSD Card                                                                    |
| Conectividad                      | 8300, 8310 and 8330: Bluetooth 2.0 with A2DP, and miniUSB 2.0        | Bluetooth 2.0 with A2DP, microUSB 2.0, and WiFi b/g                  | 8520: Bluetooth 2.0 with A2DP, microUSB 2.0, and WiFi b/g            | 9300: Bluetooth 2.1 with A2DP, microUSB 2.0, and WiFi b/g/n              | Bluetooth 2.1 with A2DP, microUSB 2.0, WiFi b/g/n, and Near Field Communication |
| Conectividad                      | 8320 and 8350i: Bluetooth 2.0 with A2DP, miniUSB 2.0, and WiFi b/g   | Bluetooth 2.0 with A2DP, microUSB 2.0, and WiFi b/g                  | 8530: Bluetooth 2.1 with A2DP, microUSB 2.0, and WiFi b/g            | 9330: Bluetooth 2.1 with A2DP, microUSB 2.0, and WiFi b/g                | Bluetooth 2.1 with A2DP, microUSB 2.0, WiFi b/g/n, and Near Field Communication |
| Capacidad GPS                     | 8300 and 8320: No                                                    | SI                                                                   | 8520: No                                                             | SI                                                                       | SI                                                                              |
| Capacidad GPS                     | 8310, 8330, and 8350i: SI                                            | SI                                                                   | 8530: SI                                                             | SI                                                                       | SI                                                                              |
| Liberado (US)                     | 8300, 8310, 8320, and 8330: Mayo, 2007                               | Febrero, 2009                                                        | 8520: Agosto, 2009                                                   | Septiembre, 2010                                                         | Septiembre, 2011                                                                |
| Liberado (US)                     | 8350i: Diciembre, 2008                                               | Febrero, 2009                                                        | 8530: Noviembre, 2009                                                | Septiembre, 2010                                                         | Septiembre, 2011                                                                |
| Duración De La Batería            | 4 Hour of Talk Time (GSM)                                            | 5.5 Hour of Talk Time(GSM)                                           | 4.5 Hour of Talk Time (GSM)                                          | 4.5 Hour of Talk Time (GSM)                                              | 5 Hour of Talk Time (GSM)                                                       |
| Peso                              | 109.7g                                                               | 109.7g                                                               | 104.9g                                                               | 104.5g                                                                   | 99g                                                                             |